# Ljubina (Foča, BiH)
Ljubina je naseljeno mjesto u općini Foča, Republika Srpska, BiH. Nalazi se s lijeve strane rijeke Sutjeske i rijeke Drine. Šest kilometara južno je Nacionalni park Sutjeska.
Naselje je nastalo upravnim spajanjem Čagošte i Velike Ljubine (Sl.list NRBiH, br.47/62).

## Stanovništvo
| Narod     | Popis 1961. | Popis 1971. | Popis 1981. | Popis 1991. |
| --------- | ----------- | ----------- | ----------- | ----------- |
| Hrvati    |             |             |             |             |
| Muslimani |             | 119         | 78          | 51          |
| Srbi      |             | 115         | 60          | 33          |
| Crnogorci |             | 5           |             |             |
| ostali    |             | 2           |             |             |
| Ukupno    |             | 241         | 138         | 84          |